# Ixtoc I

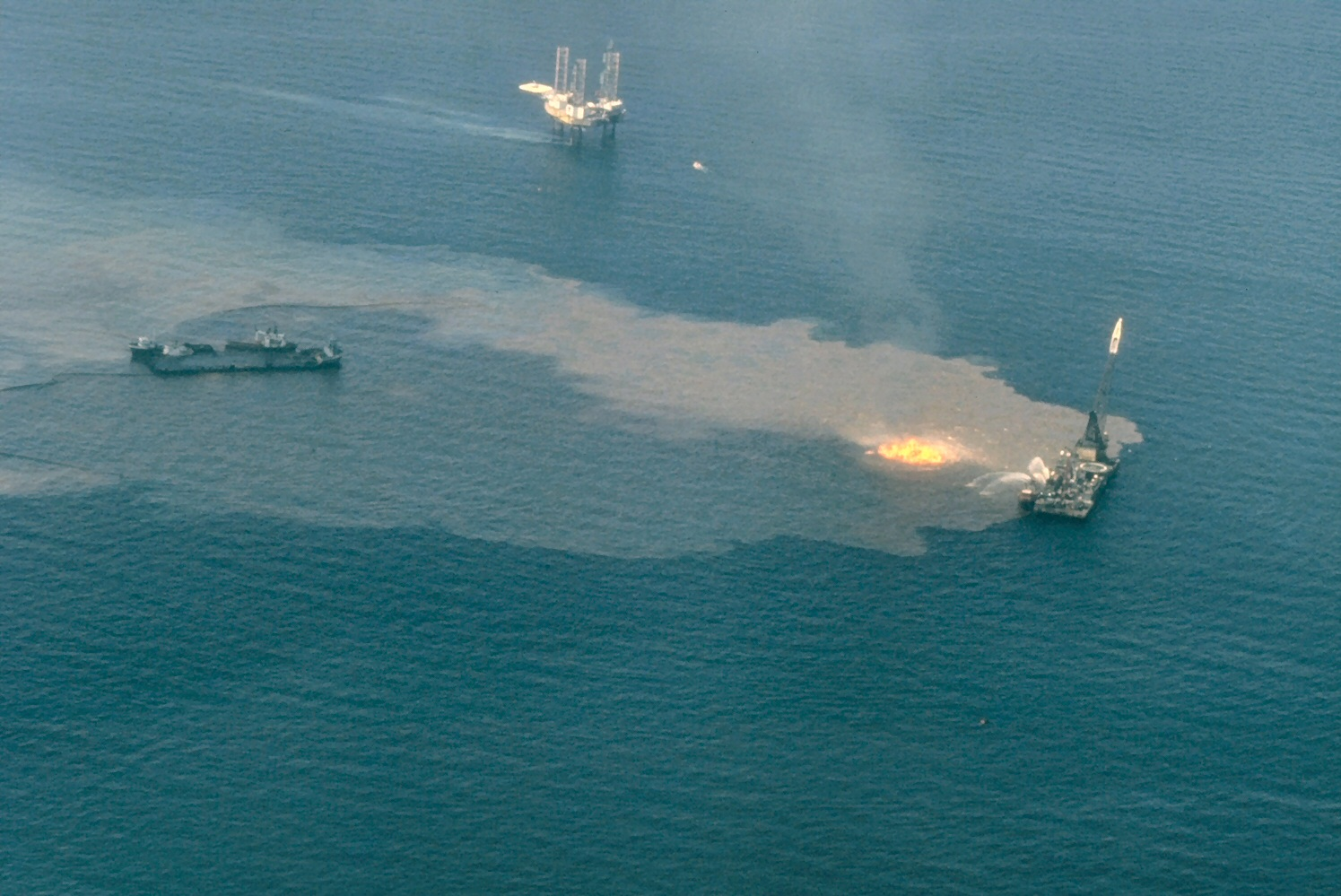
De olieramp van Ixtoc-I

Ixtoc I was een exploratieput in het Ixtoc-veld, onderdeel van het overkoepelende Cantarell-veld in de Golf van Campeche. Door een blow-out op het halfafzinkbare boorplatform Sedco 135 op 3 juni 1979 ontstond in 1979 en 1980 een van de grootste olievlekken uit de geschiedenis. Tot de put op 22 maart 1980 gedicht werd, stroomde er ruim 3 miljoen vaten olie weg. Naar schatting verbrandde de helft direct.

## Blow-out

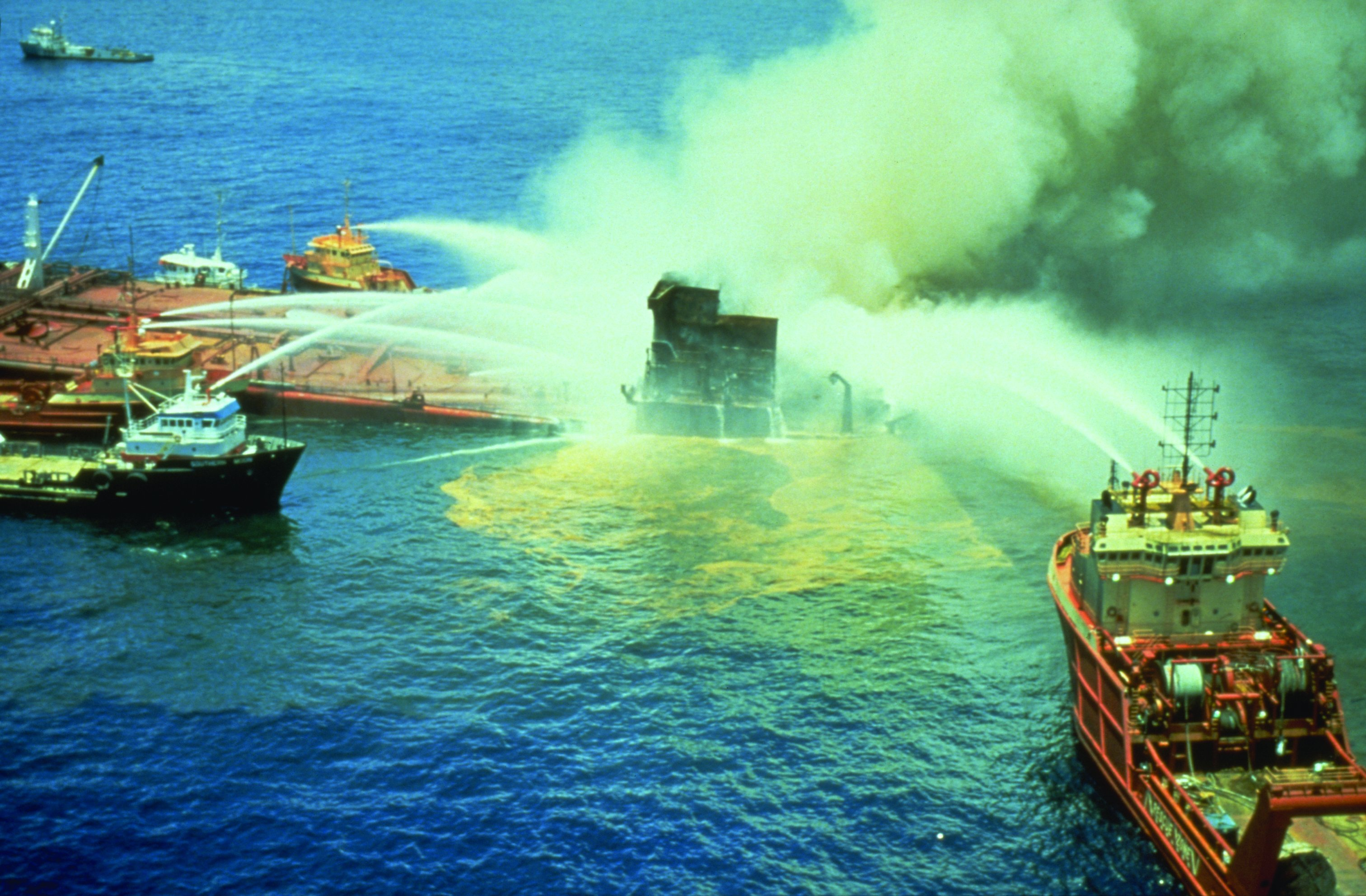
Bluswerkzaamheden

Ixtoc I was een proefboring voor Petróleos Mexicanos (PEMEX), het Mexicaanse staatsbedrijf dat een monopolie had op oliewinning in Mexico. PEMEX had hiervoor Pemargo ingehuurd die daarbij gebruikmaakte van de Sedco 135. Deze had eerder al boorvloeistofcirculatie verloren op 11.800 voet. Normaal gesproken bestaat de circulatie eruit dat de boorspoeling door de boorstang naar de boorkop beneden stroomt en daarna via de annulus tussen de boorstang en verbuizing als boorgruis weer boven komt. De boorspoeling biedt daarbij tegendruk aan de formatie-druk van de put waarmee voorkomen wordt dat olie en gas ontsnappen. Bij het verlies van circulatie gaat boorspoeling verloren door openingen in de formatie. Dit komt vaker voor en wordt opgelost door toevoegingen aan de boorspoeling die de openingen moeten dichten.
Op 2 juni 1979 werd opnieuw de circulatie verloren op 11.900 voet, zo’n 656 voet boven het reservoir. Ditmaal lukte het niet om de circulatie terug te krijgen, waarop besloten werd om de boorstang terug te halen als de situatie stabiel bleef. Dit was het geval en zo werd na het testen van de eruptieafsluiter (BOP) en de veiligheidsklep boven op de boorstang begonnen met het terughalen van de boorstang, daarbij boorspoeling toevoegend om het verlies aan volume in de verbuizing te compenseren. Dit ging goed totdat de eerste drill collar, dikwandige boorpijp vlak boven de boorkop, ter hoogte van de boorvloer aankwam. Om 03:13 op 3 juni ging het mis en stroomde de boorspoeling met toenemende snelheid terug omhoog door de annulus en de boorstang. Met een zogenaamde hydril wist men de annulus te dichten, maar de kelly cock die de boorstang moest afsluiten faalde. Toen daarop de BOP geactiveerd werd, bleek deze niet door de dikwandige drill collar heen te komen.
Zo deed zich een blow-out voor waarbij door ontsnappend gas brand ontstond die dusdanig heftig was dat de boorinstallatie instortte en de boorstang rond de BOP terechtkwam. De Sedco 135 kon weggesleept worden en de 64 opvarenden werden gered per helikopter.

## Afdichtingspogingen
De olie bleef daarna maandenlang doorvloeien. Per dag werden 10.000 tot 30.000 vaten in zee gelekt. PEMEX bracht direct het nodige materiaal in stelling, maar het zou bijna tien maanden duren voordat de put op 22 maart 1980 gedicht kon worden. Conair Aviation werd ingeschakeld voor chemische oliebestrijding met Corexit. Al vroeg werd de befaamde Red Adair ingeschakeld, maar conventionele methodes bleken niet in staat om de put te dichten.

### Choke- enkill-leidingen
Daarop werd Martech International ingeschakeld die onderzeese expertise in huis had. Met hun Tethered Remote Camera (TREC) konden zij het gebied rond de put verkennen en zo achterhalen hoe ze door de spaghetti van boorstang bij de BOP konden komen. Zo konden duikers vanaf het ponton Able Turtle met een duikbel bij de choke- en kill-leidingen op de BOP komen. Vanaf het ponton kon zo boorspoeling door die leidingen worden gepompt in de put om tegendruk te leveren. Dit leek succesvol, waarop de rammen van de BOP werden gesloten en de put stopte en de vlammen doofden. Er ontstond echter een nieuwe breuk in de put waardoor de druk steeg. Hierop werden de rammen opengezet om verdere schade aan de BOP te voorkomen en werd olie opnieuw aangestoken.

### Kogels
Na de mislukking van de tweede poging werd vanaf de L.B. Meaders gepoogd om met ruim 100.000 kogels van staal en lood de put te stoppen. Volgens PEMEX werd hierdoor de stroming teruggebracht naar 20.000 vaten op 25 juli en naar 10.000 vaten op 6 augustus. Volgens Jerome Milgram van MIT bleek uit berekeningen dat de put de kogels weer uitspuwde, wat bevestigd leek door observaties van duikers. Een van de duikers van Taylor Diving, Alan Andersen, kwam op 15 augustus om het leven tijdens een duik om de effectiviteit van de kogels te bepalen.

### Operatie Sombrero
PEMEX had al vroeg ook Brown & Root ingeschakeld die met de nodige schepen aanwezig was, waaronder de L.B. Meaders waarvandaan de operaties geleid werden. Een ingenieur van Brown & Root, Harris Smith, stelde op de BAR 289 aan Jorge Diaz Serrano, de directeur-generaal van PEMEX, voor om een kegel over de put te zetten. Boven op deze sombrero kwam een leiding naar een separator op het ponton dat olie, gas en water moest scheiden, waarna het afgefakkeld kon worden. Deze ging akkoord en daarna werd begonnen met de constructie van de sombrero.
Begin september ontwikkelde orkaan Frederick zich en dreigde richting de Baai van Campeche te komen, wat de nodige vertraging tot gevolg had. Ernstiger was echter dat de constructie van de kegel mankementen vertoonde en naar Houston gestuurd moest worden ter reparatie. Op 15 oktober werd de sombrero alsnog geplaatst door het kraanschip Sarita en werd de olie opgevangen. Het ontwerp van de kegel voldeed echter niet geheel, zodat er nog olie kon ontsnappen. Volgens PEMEX werd zo'n 60 tot 80% van de olie opgevangen, maar Milgram schatte dat het niet meer dan 10% was, waarvan ook nog eens de helft niet verwerkt kon worden door de separator.
Eind december beschadigde de constructie door hoge golven en moest verwijderd worden. Al met al bleek ook dit nauwelijks een succes te noemen.

### Relief wells
Al direct na de blow-out had PEMEX een relief well, een verlichtingsput, laten boren. Deze methode was twee jaar eerder succesvol geweest bij de Ekofisk-blowout. Begin juli werd begonnen met de tweede relief well. Het zou echter nog tot maart 1980 duren voordat het reservoir bereikt was. Hierna werd hier tussen de negen en tien miljoen vaten zeewater ingepompt, wat de uitstroming van olie en vooral gas aanmerkelijk verminderde. Daarna kon het boorschip Río Pánuco zich boven de put positioneren en deze wist op 22 maart een boorpijp door de BOP te krijgen en zo de put te dichten met cement.

## Gevolgen
PEMEX had zo'n 225 miljoen dollar uitgegeven om de put te dichten en daarnaast liepen er voor zo'n 400 miljoen dollar aan rechtszaken. Sedco probeerde al op 11 september 1979 zijn aansprakelijkheid te beperken op grond van de  Limitation of Liability Act of 1851. De Mexicaanse regering weigerde mee te betalen aan het schoonmaken van de Texaanse kustlijn.
De olie bereikte door de loop current en ringstromen vanaf augustus 1979 de Texaanse kust, waar stranden besmeurd raakten en visvangst met 70% afnam in bepaalde gebieden. Een oestersoort overleefde de ramp niet. Een broedplaats van zeldzame Kemps schildpadden werd overgebracht naar een veiliger deel van de Golf van Mexico.
In 1984 wist PEMEX het Ixtoc-veld alsnog in productie te brengen.